# Winnsboro (Carolina del Sud)
Winnsboro è un comune degli Stati Uniti d'America, situato nella Contea di Fairfield nello Stato della Carolina del Sud.